# Schloss Berg am Irchel
Das Schloss Berg am Irchel, auch nur Schloss Berg ist ein Herrenhaus in der Gemeinde Berg am Irchel im Schweizer Kanton Zürich. Der im 17. Jh. gebaute Landsitz ist in Privatbesitz.

## Geschichte
Das Schloss wurde vom Junker Hans Heinrich Escher vom Luchs (1640–1724) am Standort des ehemaligen Meierhofs gebaut. Escher erhielt über die Heirat mit Anna Dorothea von Meiss (1625–1679) die Gerichtsherrschaft über Berg. Die Eschers hatten die Gerichtsherrschaft während mehr als zweihundert Jahren bis 1798 die französischen Truppen in die Alte Eidgenossenschaft einfielen. In der Helvetischen Republik verloren die Eschers die Gerichtsherrschaft, konnten aber die beiden Schlösser Berg am Irchel und Eigenthal, sowie die dazugehörenden Ländereien behalten. Die letzte von den Gerichtsherren abstammende war Albertine Cäcilie, die das Gut 1875 an Hermann Sieber aus Zürich verkaufte. Über Jakob Zwingli ging das  Schloss 1911 an Major Karl Richard Ziegler in Schaffhausen, Direktor der Eidgenössischen Pferderegieanstalt (EPRA) in Thun, der das Schloss nur als Sommersitz benutzte, sodass er im Winter 1920/21 den Dichter Rainer Maria Rilke beherbergen konnte.

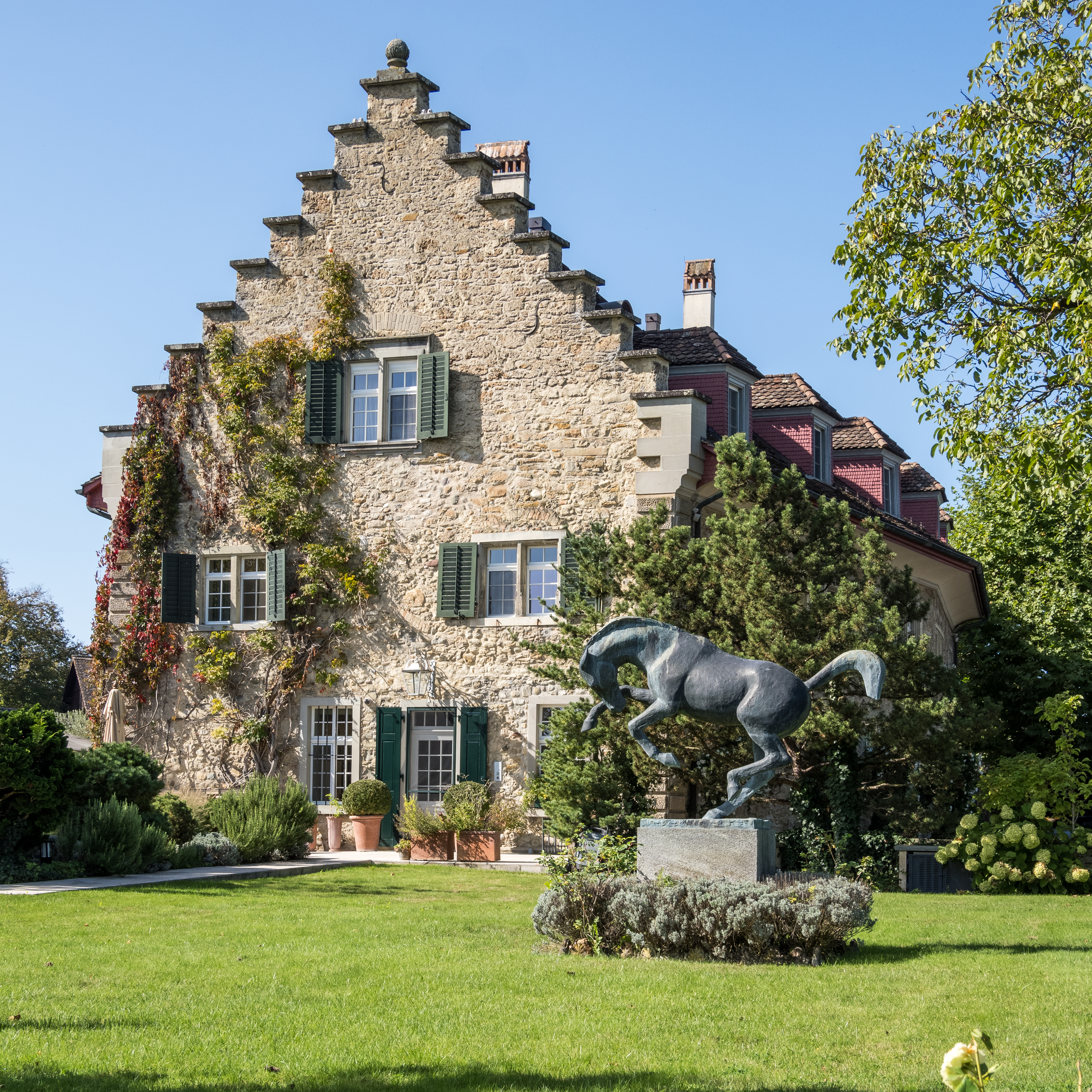
Ostgiebel des Schlosses

 Weil bei seiner Ankunft in der Umgebung die Maul- und Klauenseuche wütete, hatte der Lyriker längere Zeit Hausarrest und konnte nur in der zum Schloss gehörenden Parkanlage spazieren. 1922 verkaufte Ziegler das Schloss an den Obersten Hans Bühler-Volkart (1893–1967) aus Winterthur, der ein erfolgreicher Springreiter war. Die Anlage ist seit 1987 im Privatbesitz von Fritz von Ballmoos, dem ehemaligen Verwaltungsratspräsidenten des Inneneinrichtungshauses Zingg-Lamprecht in Zürich, der auf dem Gut eine Gestüt für Vollblutzucht betreibt.

## Bauwerk
Der Herrensitz liegt am östlichen Rand des Dorfkerns. Zur Anlage gehören neben dem Schloss auch Stallungen, erbaut 1877 und eine Orangerie von 1800. Das Schloss und die Stallungen liegen beinahe parallel zur Schlossgasse, die Orangerie schliesst an der Ostseite des Schlosses an und liegt im rechten Winkle zu den anderen Gebäuden. 

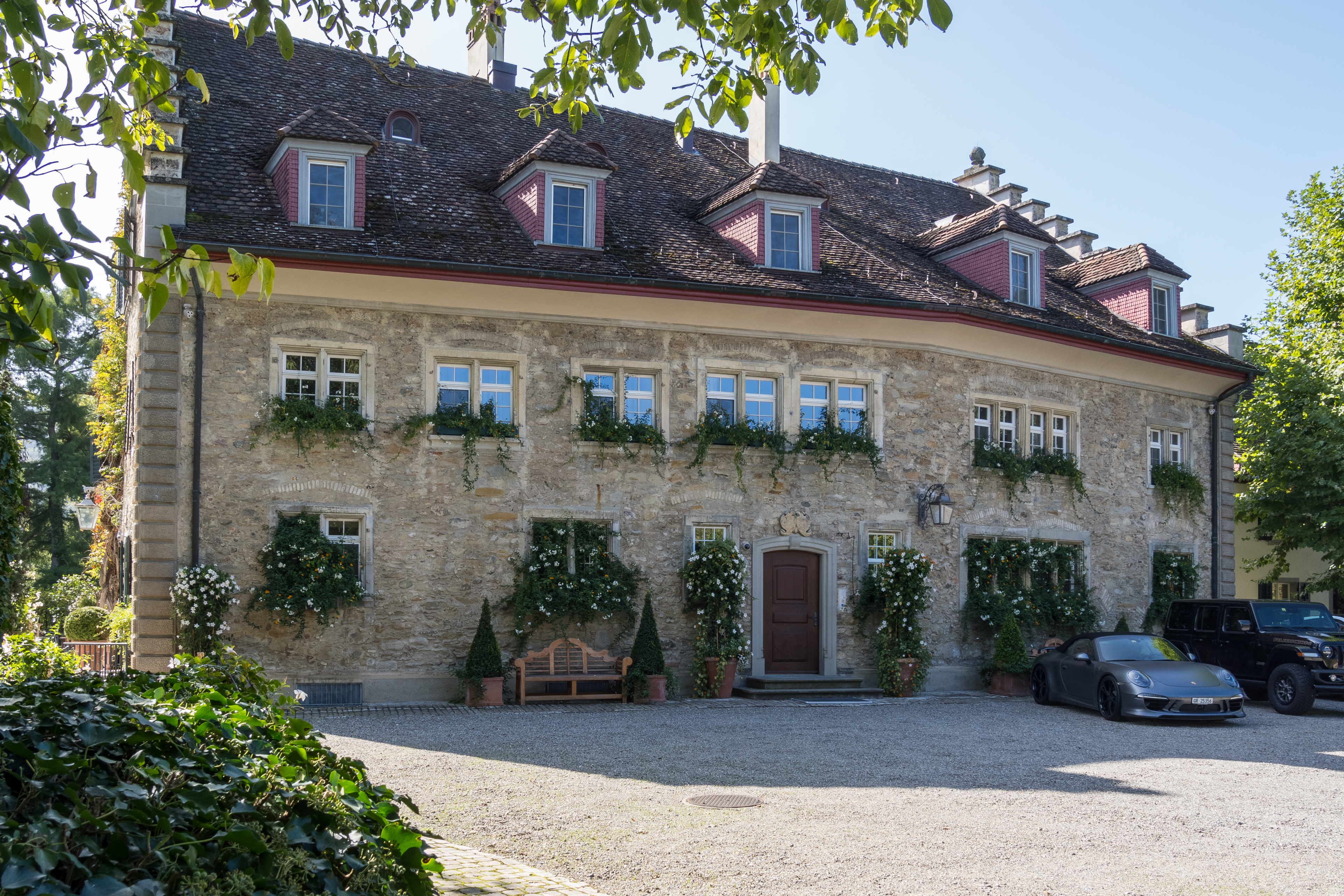
Strassenseite Schloss Berg

 Südlich vom Schloss erstreckt sich eine ungefähr 45 Aren grosse Parkanlage, die einen 10 Aren grosser Teich einschliesst. Der fünfeckige Grundriss des Schlosses weist auf der Strassenseite eine zusätzliche Ecke in der Fassade auf, während die der Strasse abgewandte Südseite gerade verläuft. Das Schloss weist zwei Stockwerke auf und ist mit einem Satteldach gedeckt, das von zwei Treppengiebeln abgeschlossen wird. Auf dem Dach befinden sich auf der Nordseite fünf Walmgauben mit First, auf der Südseite ursprünglich fünf Schleppgauben, wobei die drei mittleren später zu einer grossen Schleppgaube zusammengefasst wurden.